# Mary Looman-Struijs
Mary Looman-Struijs (Vlaardingen, 1953) is een Nederlands politicus van de PvdA.
Voor ze de politiek in ging had ze een eigen bureau dat mensen trainde in conflictbeheersing en verder had ze ook tal van andere nevenfuncties. Zo was ze voorzitter van de Openbare Bibliotheek van Smilde en is ze bestuurslid geweest van organisaties die te maken hebben met het onderwijs in Smilde. Rond 2002 werd Looman-Struijs wethouder en locoburgemeester van de gemeente Midden-Drenthe waar Smilde sinds 1998 onder valt. In 2010 kwam een einde aan haar wethouderschap en later dat jaar werd ze benaderd om waarnemend burgemeester van Skarsterlân (Scharsterland) te worden als opvolger van Bert Kuiper die had aangegeven in februari 2011 met pensioen te zullen gaan. Omdat ze had deelgenomen aan een 'assessment' van Binnenlandse Zaken was bekend dat ze burgemeester wilde worden. Naar verwachting zal de gemeente Skarsterlân op 1 januari 2014 opgaan in een nieuwe gemeente met vooralsnog als werknaam De Friese Meren. Vanwege deze verwachte gemeentelijke herindeling is gekozen voor een waarnemend burgemeester in plaats van een door de kroon benoemde burgemeester. Ze is ingegaan op het verzoek, op 1 februari 2011 benoemd en het ziet er dus naar uit dat ze de laatste burgemeester van Skarsterlân zal worden.